# Nefertari II
Nefertari (fl. XIII secolo a.C.) è stata una principessa egizia, chiamata anche Nefertari II o Nefertari Tasherit, per distinguerla dalle sue omonime.
Era figlia del faraone Ramses II e, probabilmente, della regina Nefertari.
| F35 | i | t · r · Z4 | B1 |

Nfr.t ry
La più bella
Di lei non si hanno notizie certe, ma ci sono rimaste alcune raffigurazioni che la ritraggono insieme al padre o alla sua famiglia. Era la moglie di Amon-her-khepshef, anche lui figlio di Ramses e Nefertari, da cui ebbe un figlio di nome Seti. Come per Baketmut, è conservata una sua statua ad Abu Simbel.